# Bungulla
Bungulla is een plaats in de regio Wheatbelt in West-Australië.

## Geschiedenis
Ten tijde van de Europese kolonisatie was de streek een grensgebied tussen de leefgebieden van de Balardong en Njakinjaki Nyungah.
Bungulla ontstond als een nevenspoor langs de Eastern Goldfields Railway. Het plaatsje werd in 1910 officieel gesticht. 'Bun-Galla' is een Aboriginesterm voor het deel van het lichaam net boven de heup.

## 21e eeuw
Bungulla maakt deel uit van het lokale bestuursgebied (LGA) Shire of Tammin, een landbouwdistrict. Tijdens de volkstelling van 2006 werden er 104 inwoners geteld. In de resultaten van de daaropvolgende volkstellingen in 2011, 2016 en 2021 kwam het plaatsje niet meer voor.

## Toerisme
Nabij Bungulla ligt het Bungulla Nature Reserve. Het Bungulla North Nature Reserve ligt in de Shire of Kellerberrin en is bekend geworden door Barbara York Mains onderzoek naar valdeurspinnen. Een geslacht valdeurspinnen werd naar het plaatsje vernoemd.

## Transport
Bungulla ligt langs de Great Eastern Highway, 191 kilometer ten oosten van West-Australische hoofdstad Perth, 12 kilometer ten westen van Kellerberrin en 24 kilometer ten oosten van de hoofdplaats van het lokale bestuursgebied waarvan het deel uitmaakt, Tammin.
De Eastern Goldfields Railway loopt door het plaatsje maar noch de MerredinLink noch de AvonLink treindiensten van Transwa houden er halt.

## Klimaat
Bungulla kent een mediterraan klimaat. De gemiddelde jaarlijkse neerslag in het district bedraagt 370 mm.